# Sarah Victoria Köck

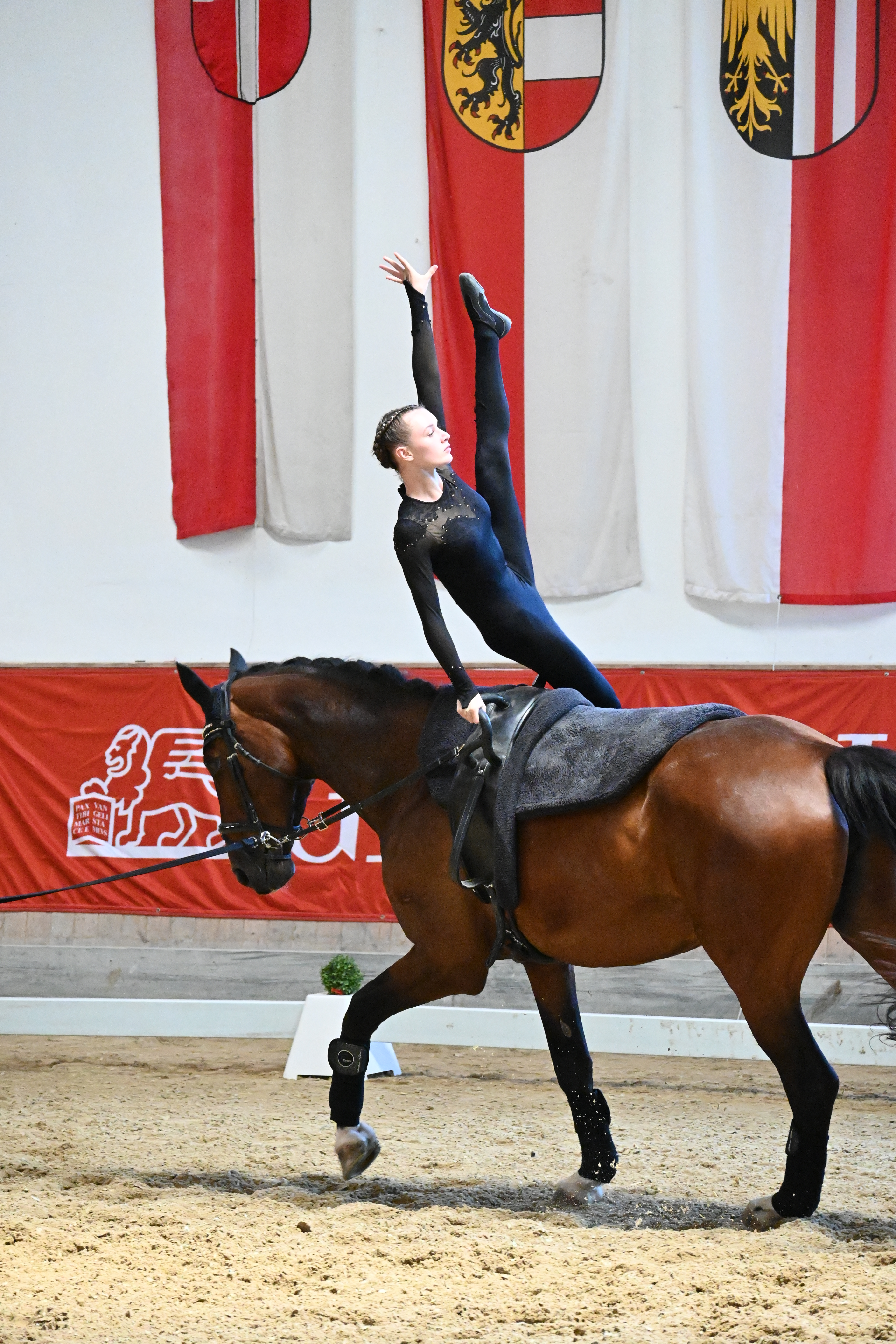
Sarah Victoria Köck auf Aragon Elmar XV, 2022

Sarah Victoria Köck (* 2. Juli 2005 in Zell am See) ist eine österreichische Voltigiererin im UVRV Badhaus in Maishofen im Bezirk Zell am See.

## Werdegang
Sarah Victoria Köck ist das erste Kind von Sandra und Peter Köck. Sie hat einen jüngeren Bruder Peter Florian Köck. Sie begann ihre Voltigier-Karriere als Sechsjährige im Oktober 2011 in der Voltigiergruppe des Porsche Reitclub Zell am See. Ihr 1. Turnier im Nachwuchsbewerb bestritt sie am 28. April 2012. Während ihrer Schulzeit im Gymnasium Zell am See trainiert sie seit Herbst 2013 mit ihrer Kollegin Clara Dick Pas de deux.
Im Herbst 2014 wechselte sie zum UVRV Badhaus. Seit dieser Zeit arbeitet sie mit der Trainerin und Longenführerin Sabine Frauenschuh und erreichte im Oktober 2017 das Voltigier-Abzeichen in Bronze.
Schon ab Oktober 2013 bis 2016 war sie im Einzel und in der Gruppe (Squad 6 Personen) in der Klasse A, dann von 2017 bis 2018 in der Klasse L und von 2019 bis 2021 in der Klasse M aktiv. Seit 2022 ist sie in der höchsten Juniorenklasse S eingeteilt. In Klasse M startete sie im Einzel bei der BLMM für das Team Salzburg und erreichte den 1. Platz. Eine Klasse höher wurde sie dann Vizelandesmeisterin in der Kategorie Einzel S.
Im Oktober 2022 wurde sie mit ihrer Kollegin Clara Dick und ihrem Pferd Aragon Elmar XV die Aufnahme in den A-Kader des Österreichischen Pferdesportverbands. Am 30. Juli 2023 gewannen die beiden in diesem Bewerb die Silbermedaille bei den Junioren Welt- und Europameisterschaften in Flyinge (Schweden) hinter den Weltmeisterinnen Giorgia Varisco und Greta Gemiganani aus Italien.
Erfolgreich war Sarah Köck auch mit der Gruppe, zu der auch Clara Dick gehört. Die Gruppe erreichte mit Sabine Frauenschuh an der Longe auf Aragon Elmar XV den dritten Platz beim CVI*** in Stadl-Paura 2023 und einem Sieg im CVI* in Stadl-Paura 2022.
Ende Juli 2024 fanden im schweizerischen Bern die Weltmeisterschaften 2024 statt. Erstmals waren Sarah Köck und Clara Dick in der Allgemeinen Klasse am Start und konnten mit Platz 6 überzeugen. 

## Erfolge
Welt- und Europameisterschaften

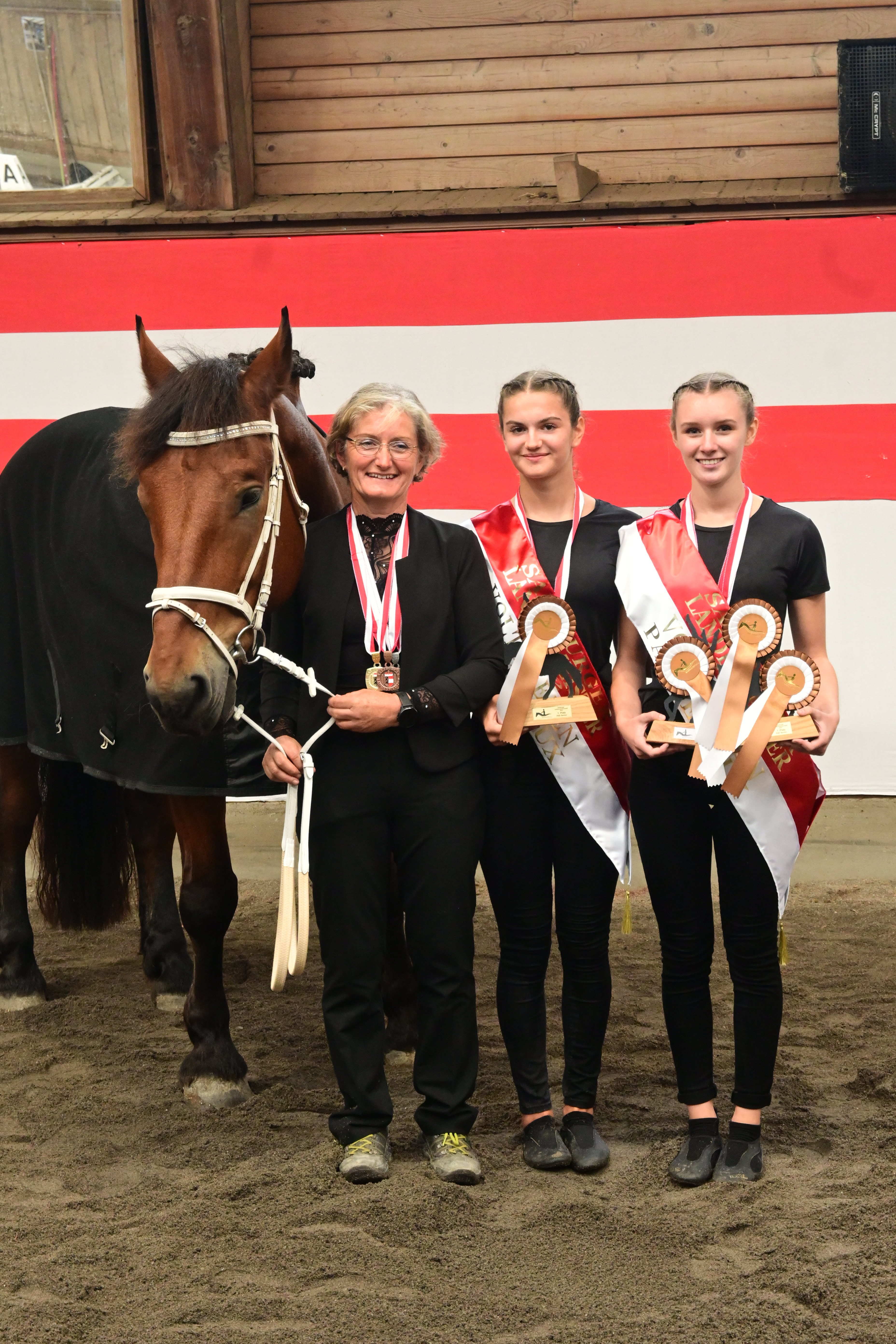
Sarah Viktoria Köck (rechts) mit Clara Dick (Mitte) und Trainerin Sabine Frauenschuh (links) und Aragon Elmar XV, 2022

- 2024 Bern Schweiz 6. Platz (Pas de Deux Seniors)[4]
- 2023 Flyinge Schweden 2. Platz (Pas de Deux Juniors)[5]

Staatsmeisterschaften (Junioren)
- 2022 2. Platz
- 2021 2. Platz

BLMM (Bundesländermannschaftsmeisterschaft)
- 2023 1. Platz Pas-De-Deux Junior (WM Sichtungsturnier[6])
- 2022 3. Platz Pas-De-Deux Junior

Landesmeisterschaften (Salzburg)
- 2023 1. Platz (Gruppe & Pas de Deux)
- 2022 1. Platz (Pas de Deux)
- 2021 3. Platz

Internationale Turniere
- 2022 1. Internationales Turnier in Stadl-Paura: CVI 1*: 1. Platz
- 2022 CVI 2* San Giovanni in Marignano (Rimini): 2. Platz
- 2021 CVI 2* Pferdezentrum Stadl-Paura: 2. Platz